# لويغي فور
لويغي فور (بالإيطالية: Luigi Faure)‏ هو متزحلق نوردي مزدوج إيطالي، ولد في 1901 في ساوزي دي أولكس في إيطاليا، وتوفي في 5 سبتمبر 1974.

## وصلات خارجية
- لويغي فور على موقع أوليمبيديا (الإنجليزية)